# Facundo Queiróz
Facundo Queiróz (n. Nueva Helvecia, Uruguay; 16 de marzo de 1998) es un futbolista uruguayo. Juega de defensa y su equipo actual es Unión Comercio de la Primera División del Perú.

## Trayectoria

### Inicios
Realizó las divisiones formativas en el Club Nacional de Football, hizo su debut profesional en 2019 cuando vestía la camiseta de Boston River. En 2021 fue cedido al Club Atlético Bella Vista.

### Ruj Brest
En 2021 fue fichado por el FC Ruj Brest de Bielorrusia, quien a su vez lo cedió a préstamo al FC Minsk de la Liga Premier de Bielorrusia, con dicho club disputó en total cuatro partidos.

### Colón
En el segundo semestre de 2021 regresó a Uruguay para jugar para Colón Fútbol Club.

### Delfín
En enero de 2022 se incorpora a las filas del Delfín Sporting Club de la Serie A de Ecuador. Tras finalizar su contrato en diciembre dejó el club cetáceo.

### Orense
En diciembre de 2022 fichó por Orense Sporting Club de la Serie A de Ecuador por un año de contrato en 2023.

## Estadísticas

### Clubes
Actualizado al último partido disputado el 25 de noviembre de 2023.
| Club                      | Temporada     | Liga          | Liga  | Liga  | Copas nacionales | Copas nacionales | Copas internacionales | Copas internacionales | Otros | Otros | Total | Total |
| Club                      | Temporada     | Div.          | Part. | Goles | Part.            | Goles            | Part.                 | Goles                 | Part. | Goles | Part. | Goles |
| ------------------------- | ------------- | ------------- | ----- | ----- | ---------------- | ---------------- | --------------------- | --------------------- | ----- | ----- | ----- | ----- |
| Boston River · Uruguay    | 2019          | 1.ª           | 1     | 0     | Inexistentes     | Inexistentes     | Inexistentes          | Inexistentes          | 0     | 0     | 1     | 0     |
| Boston River · Uruguay    | Total club    | Total club    | 1     | 0     | 0                | 0                | 0                     | 0                     | 0     | 0     | 1     | 0     |
| Bella Vista · Uruguay     | 2020          | 3.ª           | 0     | 0     | Inexistentes     | Inexistentes     | Inexistentes          | Inexistentes          | 0     | 0     | 0     | 0     |
| Bella Vista · Uruguay     | Total club    | Total club    | 0     | 0     | 0                | 0                | 0                     | 0                     | 0     | 0     | 0     | 0     |
| Ruj Brest · Bielorrusia   | 2021          | 1.ª           | 0     | 0     | 0                | 0                | 0                     | 0                     | 0     | 0     | 0     | 0     |
| Ruj Brest · Bielorrusia   | Total club    | Total club    | 0     | 0     | 0                | 0                | 0                     | 0                     | 0     | 0     | 0     | 0     |
| F. C. Minsk · Bielorrusia | 2021          | 1.ª           | 4     | 0     | 0                | 0                | 0                     | 0                     | 0     | 0     | 4     | 0     |
| F. C. Minsk · Bielorrusia | Total club    | Total club    | 4     | 0     | 0                | 0                | 0                     | 0                     | 0     | 0     | 4     | 0     |
| Colón F. C. · Uruguay     | 2021          | 3.ª           | 14    | 0     | —                | —                | —                     | —                     | 0     | 0     | 14    | 0     |
| Colón F. C. · Uruguay     | Total club    | Total club    | 14    | 0     | 0                | 0                | 0                     | 0                     | 0     | 0     | 14    | 0     |
| Delfín S. C. · Ecuador    | 2022          | 1.ª           | 24    | 1     | 2                | 0                | 1                     | 0                     | 0     | 0     | 27    | 1     |
| Delfín S. C. · Ecuador    | Total club    | Total club    | 24    | 1     | 2                | 0                | 1                     | 0                     | 0     | 0     | 27    | 1     |
| Orense · Ecuador          | 2023          | 1.ª           | 4     | 0     | 0                | 0                | —                     | —                     | 0     | 0     | 4     | 0     |
| Orense · Ecuador          | Total club    | Total club    | 4     | 0     | 0                | 0                | 0                     | 0                     | 0     | 0     | 4     | 0     |
| Unión Comercio · Perú     | 2024          | 1.ª           | 0     | 0     | —                | —                | —                     | —                     | —     | —     | 0     | 0     |
| Unión Comercio · Perú     | Total club    | Total club    | 0     | 0     | 0                | 0                | 0                     | 0                     | 0     | 0     | 0     | 0     |
| Total carrera             | Total carrera | Total carrera | 47    | 1     | 2                | 0                | 1                     | 0                     | 0     | 0     | 50    | 1     |
| 1. 2.                     |               |               |       |       |                  |                  |                       |                       |       |       |       |       |

## Vida personal
Es hermano del también futbolista Nicolás Queiróz.